# Uncaria
Uncaria är ett släkte av måreväxter. Uncaria ingår i familjen måreväxter.

## Dottertaxa tillUncaria, i alfabetisk ordning[1]
- Uncaria acida
- Uncaria africana
- Uncaria attenuata
- Uncaria barbata
- Uncaria bernaysii
- Uncaria borneensis
- Uncaria callophylla
- Uncaria canescens
- Uncaria cordata
- Uncaria donisii
- Uncaria dosedlae
- Uncaria elliptica
- Uncaria gambir
- Uncaria guianensis
- Uncaria hirsuta
- Uncaria homomalla
- Uncaria kunstleri
- Uncaria laevigata
- Uncaria lancifolia
- Uncaria lanosa
- Uncaria longiflora
- Uncaria macrophylla
- Uncaria nervosa
- Uncaria oligoneura
- Uncaria orientalis
- Uncaria paucinervis
- Uncaria perrottetii
- Uncaria rhynchophylla
- Uncaria rostrata
- Uncaria roxburghiana
- Uncaria scandens
- Uncaria schlenckerae
- Uncaria sessilifructus
- Uncaria sinensis
- Uncaria sterrophylla
- Uncaria talbotii
- Uncaria tomentosa
- Uncaria velutina
- Uncaria yunnanensis